# Academia Latinitati Fovendae
Pour les articles homonymes, voir ALF.
L'Academia Latinitati Fovendae (ALF, en français, Académie pour la Promotion de la Langue Latine) est une société savante fondée en 1967 pour promouvoir l'utilisation de la langue latine, tant écrite qu'orale.